# Solanum torvum
Solanum torvum és una planta solanàcia perenne i arbustiva i que també es fa servir de portaempelt per l'alberginiera.

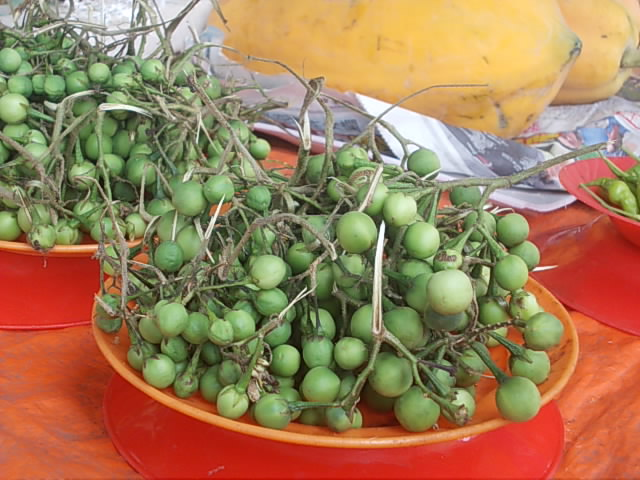
A Malàisia

També rep el nom de baia turca,

## Descripció
Fa de 2 a 3 m d'alt, normalment amb una única tija. Té les espines curtes i les fulles oposades. Les flors són blanques i fa els fruits en baia comestible que esdevenen grogues en la maturitat i contenen nombroses llavors.

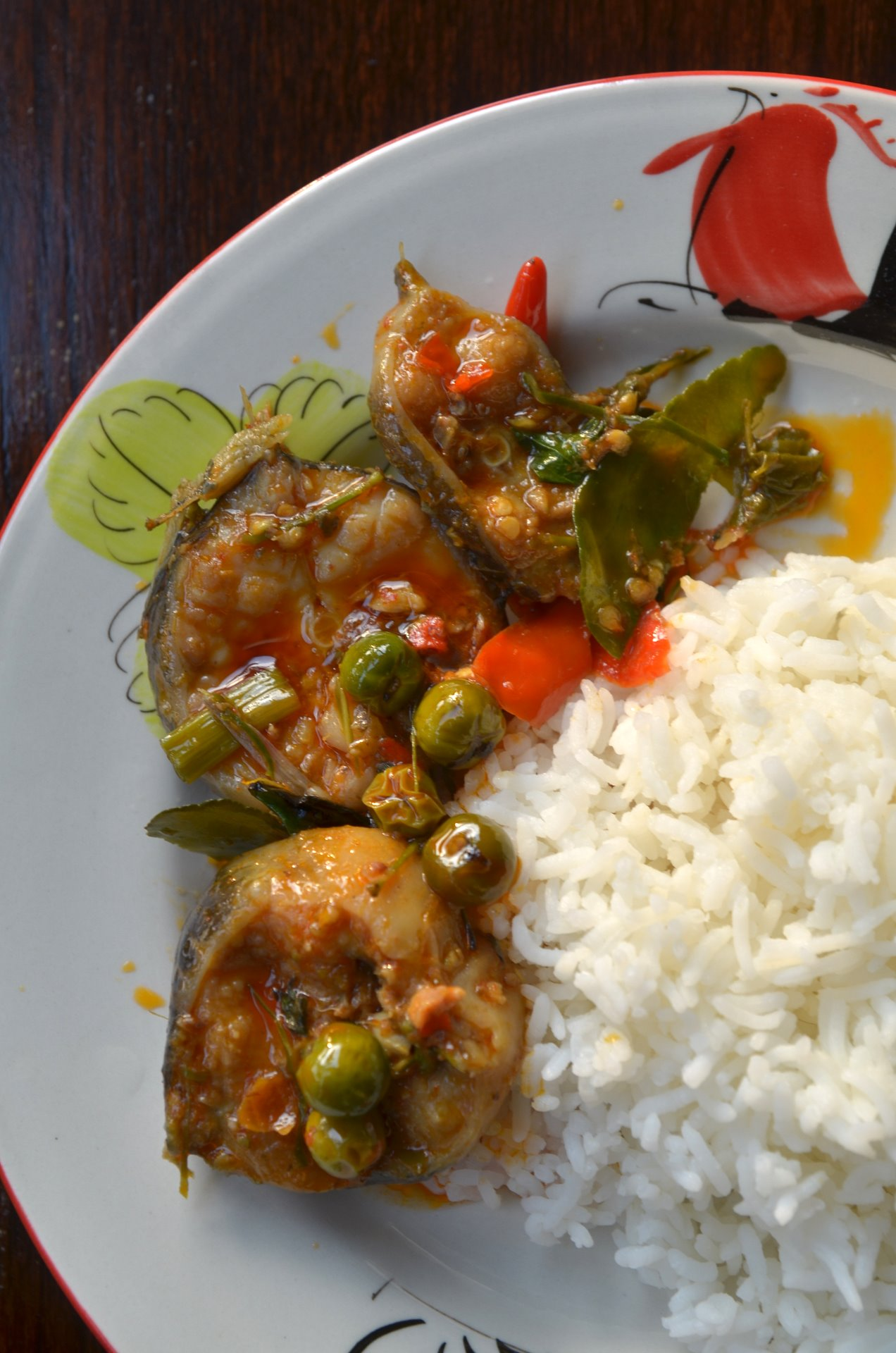
Pla duk phat phet plat tailandès que conté solanum torvum